# شهرستان دامغان
شهرستان دامغان از شهرستان‌های استان سمنان در ایران است. مرکز آن شهر دامغان است و شامل دو بخش مرکزی و امیرآباد است. جمعیت این شهرستان بر طبق سرشماری سال ۱۳۹۵، برابر با ۱۳۵٬۵۶۳ نفر بوده است.

## جغرافیا
از شمال با استان مازندران، جنوب استان اصفهان، از شرق شهرستان شاهرود و از سمت غرب با شهرستان سمنان و شهرستان مهدی شهر همسایه است. محصول پسته این شهرستان بسیار مشهور است.
دامغان از شمال در جوار کوه‌های البرز است و لذا فاصله کمی تا جنگل‌های مازندران دارد و از جنوب متصل به کویر و زمین‌های شن و رمل بیایبانی است، لذا اقلیم‌های جغرافیایی متضادی را در نزدیکی خود دارد و این امر به جاذبه‌های گردشگری و طبیعی دامغان افزوده است.

## محصول پسته
شهرستان دامغان دارای انواع پستهٔ مرغوب در اندازه‌های مختلف می‌باشد. به گفته بسیاری از افراد این شهرستان با محصول پسته‌اش شناخته شده است و پسته به عنوان سوغاتی این شهرستان محسوب می‌شود. پسته تاریخچه‌ای غنی در شهرستان دامغان دارد و قدمت آن به سالیان دور بازمی‌گردد.

## تقسیمات کشوری
- بخش مرکزی شهرستان دامغان
  - دهستان حومه دامغان
  - دهستان دامنکوه
  - دهستان رودبار

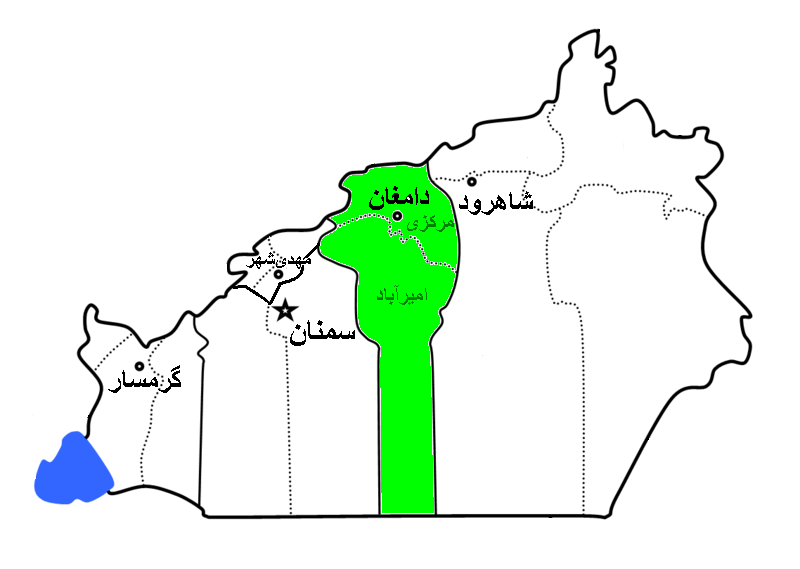
شهرستان دامغان در تقسیمات سابق استان سمنان

شهرها: دامغان، امیریه، دیباج و کلاته
- بخش امیرآباد
  - دهستان قهاب رستاق
  - دهستان قهاب صرصر
  - دهستان تویه دروار

شهر: امیریه

## زبان
زبان مردم شهرستان دامغان نیز گونه‌ای از زبان اصیل فارسی به نام لهجه دامغانی است که با گویش فارسی خراسانی پیوستگی دارد. این گویش در تمامی مناطق این شهرستان یکسان تکلم نمی‌شود. در مناطق شمالی شهرستان دامغان (به جز شهر دیباج)، به دلیل همجواری با استان مازندران با اندک تفاوت، مردم به زبان مازندرانی سخن می‌گویند.

## جاذبه‌های طبیعی

### غار شیربند
غار شیربند یکی از زیباترین نمونه‌های غارهای ایران است که در ۱۲ کیلومتری شمال شرقی شهر دامغان واقع شده است. برای دسترسی مناسب به این غار ۱۰ کیلومتر جاده قدیم آب بخشان به گردنه بشم را طی نموده تا به مزرعه خوش آب و هوای شیربند برسید سپس ۵/۱ کیلومتر جاده‌ای که در قسمت شرقی مزرعه است به طرف روستای جزن ادامه داده در ادامه جاده فرعی جدیدالاحداث سمت چپ خود را ۵۰۰ متر به طرف شمال می‌پیمایید. دهانه غار در کمرکش کوهی صخره‌ای که از بستر رودخانه ۵۰ متر ارتفاع دارد واقع گردیده است. ساختمان این غار چون در یک رشته فلات آهکی قرار گرفته است دارای سازندگی‌های فوق‌العاده زیبا می‌باشد. مسیر اصلی غار به سوی شمال ۳۵۰ متر امتداد دارد اما شعبه‌های فرعی متعددی به صورت تنگه‌های کوچک و مسدود و غیر مسدود از جناح‌های چپ و راست قرار دارند. در این غار قندیل و ستون‌های زیبای آهکی به رنگ و اندازه‌های مختلف از سقف غار آویزان است زمین شناسان قدمت سنگ و ستون‌های این کوه و غار را به ۱۳۶ تا ۱۹۰ میلیون سال قبل نسبت می‌دهند. در دیواره‌های غار در اثر رسوب کربنات کلسیم محلول در آب اشکال بسیار سپید و زیبایی همانند گچ بری‌های کاخ‌ها و منازل به صورت گل کلمی و اجتماع بلورهای سوزنی شکل، مناظر جالب توجه و زیبایی را به وجود آورده است که از شاهکارهای آفرینش است.

### چشمه علی
چشمه علی که نام اصلی آن بنا به نوشته مورخین علی بولاغ است در شمال غربی دامغان و در مسیر راه دامغان ـ کیاسر ـ ساری و به فاصله ۳۲ کیلومتری از دامغان قرار گرفته است. در اطراف آن باغات و کوه‌های زیبا و سرسبزی وجود دارد که از آب چشمه علی آبیاری می‌شود. این چشمه از لحاظ تقسیمات جغرافیایی در حوزه دهستان رودبار قرار دارد و دارای دو دریاچه می‌باشد که اولی در شمال و دیگری در جنوب عمارت فتحعلی شاه قرار دارد. دریاچه شمالی بر تپه خاکی هموار با سنگ و شن متصل است که قسمت اعظم آب چشمه از این قسمت خارج می‌شود.
میزان آب دهی:

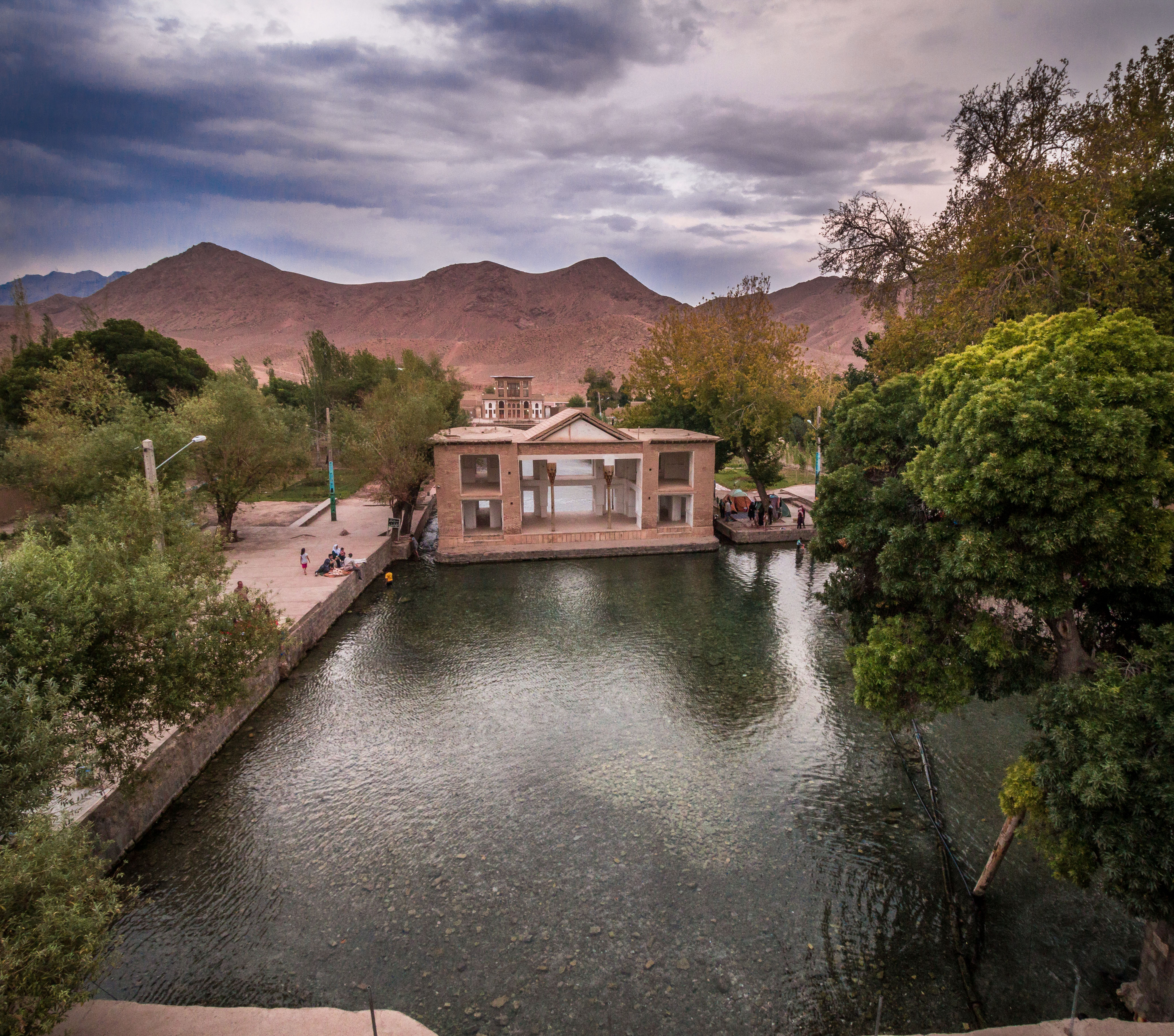
چشمه علی دامغان

این رودخانه همانند رودخانه‌های دیگر دامغان فصلی بوده و از شاخه‌های دامغان رود و آستانه تشکیل می‌شود و به عبارتی دیگر از دره‌های جنوبی شاهکوه گرگان سرچشمه گرفته و به دشت کویر منتهی می‌گردد و مشتمل بر ۵۰ چشمه است که سالانه جمعاً ۳۰ میلیون متر مکعب آب را به دشت دامغان جاری می‌سازند.
انگیزه ساخت بنای چشمه علی:
در قسمت جنوبی مجموعه چشمه علی ساختمانی قرار دارد که تعمارت آغا محمد خان در قسمت جنوبی دریاچه چشمه علیوسط آغامحمد خان قاجار ساخته شده است. درسمت شمالی و در داخل دریاچه به فاصله قریب پانصد متر از تپه‌های آبده، ساختمانی است دو طبقه و دارای ایوان محصور در آب که توسط فتحعلی شاه قاجار ساخته شده است. طبقه فوقانی و تحتانی از دو طرف باز است و هر کس در آن بنشیند دو طرف دریاچه را می‌تواند مشاهده نماید. در تاریخ آمده است چون فتحعلی شاه قاجار در مولود خانه دامغان دیده به جهان گشود پس از رسیدن به سلطنت، علاقه زیادی به محل تولد خود پیدا کرد و چند دفعه به دامغان سفر نمود. وی در سفری که برای جلوگیری از پیشرفت نادر میرزا پسر شاهرخ نادری در مشهد، به طرف خراسان می‌رفت در چشمه علی توقف نموده و دستور ساخت عمارتی را بدون فوت وقت داد. در مراجعت با مشاهده عمارت چشمه علی، شعف و شادمانی وی را فرا می‌گیرد و شعرای وقت نیز فرصت را غنیمت شمرده و اشعار بسیار زیبایی را می‌سرایند و حکاکان آن‌ها را بر سنگ حک کرده و در عمارت نصب می‌کنند.
ساخت مسجد:
پس از ساخت عمارت فوق، شاه اعلام کرد: «این عمارت کعبه ثانی نیاز دارد» و دستور داد مسجدی در کنار چشمه بسازند. پس در آن مسجدی در جوار عمارت، با طاق رومی ساخته شد که تا چندین سال قبل آثاری از آن مشاهده می‌شد. فتحعلی شاه در آن زمان دستور داد وقف نامه‌ای را برای چشمه علی بر دو سنگ حک و در مسجد نصب نمایند ولی به دلیل عدم کارایی و مخروبه شدن مسجد، آثار باقی‌مانده تخریب و مجدداً در همان محل مسجدی زیبا احداث گردید.

### جنگل سیاه خانی
جنگل سیاه خانی در شمال شهرستان دامغان و در کنار جاده دامغان ـ دیباج ـ گلوگاه ـ بهشهر قرار گرفته است. جاده گلوگاه یکی از نزدیکترین راه‌های ارتباطی بین دامنه‌های جنوبی و شمالی البرز می‌باشد که بخشی از آن در محدوده شهرستان دامغان قرار گرفته است.

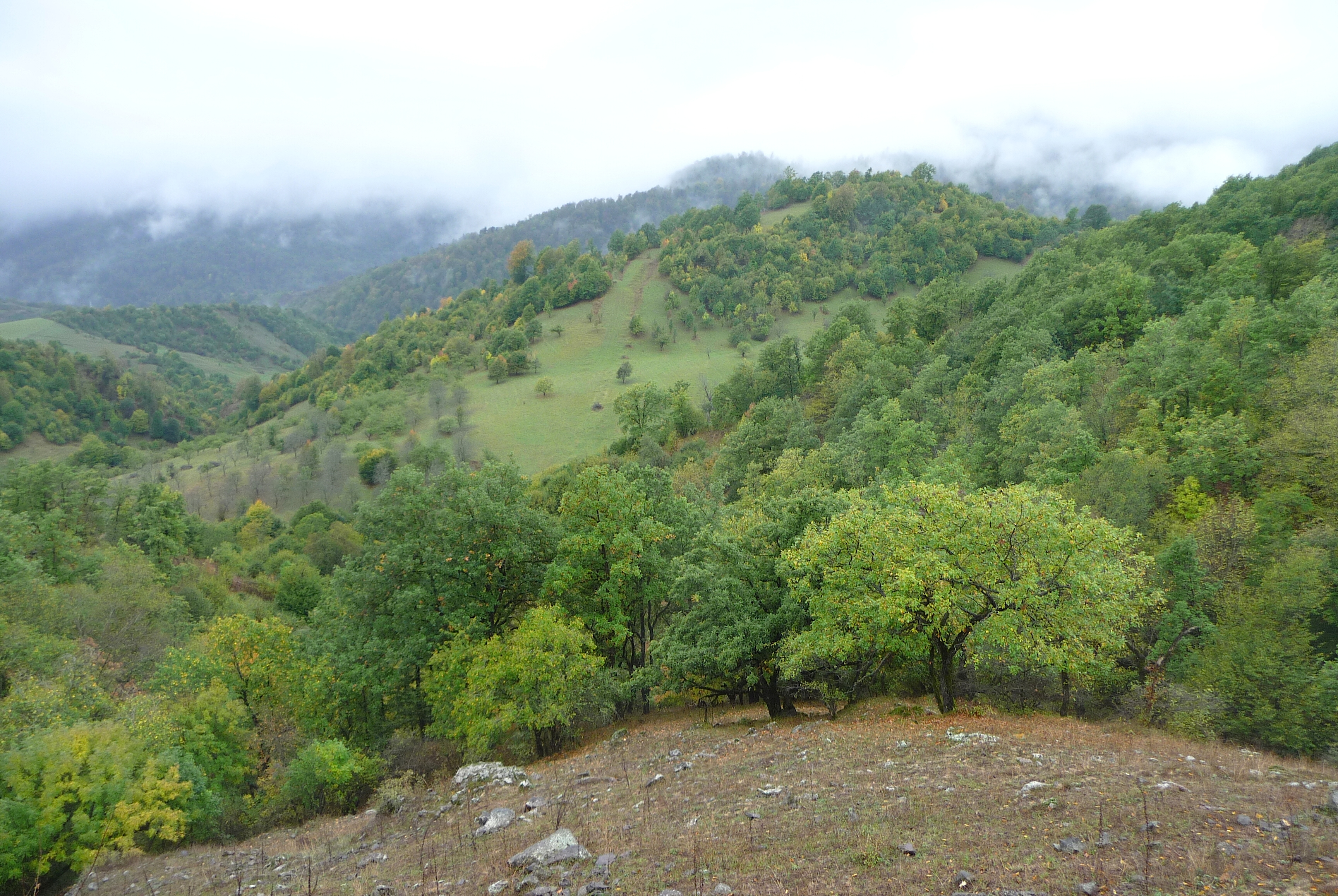
جنگل

### تنگه زندان
تنگه زندان از جمله جاذبه‌های بی‌بدیل و نمونهٔ کوهستان شهرستان دامغان است که در طول سال، گردشگران و طبیعت‌دوستان فراوانی را به سوی دیدنی‌های بی‌شمار خود جذب می‌کند. این تنگه در ۱۷ کیلومتری شرق شهر دیباج واقع شده است و دسترسی به آن آسان است. جهت اصلی این تنگهٔ رؤیایی و خیال‌انگیز جنوبی و شمالی است و در دامنه‌های جنوبی کوه سترگ کهکشان واقع شده است. تنگه دارای دیوارهای صخره‌ای و سنگی مرتفعی است که بسیار جذاب و سحرانگیز است. آب بسیار خنک و گوارایی در مسیر تنگه جریان دارد. وجود این آب و فراز و نشیب تنگه، زمینهٔ ایجاد آبشارک‌ها و آبشار زیبایی را فراهم آورده است که بر جذابیت‌های بی‌شمار تنگه افزوده است. در بهار و تابستان مسیر تنگه و بیرون آن همه‌جا مشحون از علفزارهای سرسبز و گیاهان معطر و رنگارنگ کوهستانی است و بازدیدکننده بی‌تردید از دیدن آن‌همه تنوع و بوهای شامه‌نواز خیره و مسحور می‌شود.

### منطقه «جهان‌نما»
منطقه حفاظت شده جهان‌نما که از نام یک دهکده ییلاقی در دامنه آن اقتباس شده است، در سال هزار و سیصدو پنجاه و دو براساس مصوبه شورای عالی حفاظت محیط زیست با وسعتی معادل سی هزار و ششصد و پنجاه هکتار به عنوان منطقه حفاظت شده اعلام گردید.
این منطقه در ارتفاعات نوار شمالی دامغان به سمت استان گلستان و در حد فاصل دیباج (منطقه چهارده رودبار) به سمت سرخ گریوه در مسیر توسکا چشمه در جاده دامغان - گلوگاه قرار گرفته است. پست‌ترین نقطه آن ششصد متر و بلندترین نقطه آن هزارو شصت و هشت متر از سطح دریا ارتفاع دارد از قدیم الایام محل تفریح و گردش و یکی از شکارگاه‌های منطقه بوده است فاصله این منطقه از دامغان در حدود ۱۰۰ کیلومتر است. پوشش گیاهی منطقه به دلیل شرایط آب و هوایی مناسب بسیار متنوع است، ولی متأسفانه در اثر دخل و تصرفات انسانی و چرای مفرط و بی‌رویه دام‌ها و احداث جاده‌ها و امثالهم دچار تغییرات و مشکلات شده است. به‌طور کلی جامعه غالب گیاهی منطقه عبارتند از:
درختان پهن برگ همراه با علفزارها و بوته‌زار و گونه‌های ارس و درختچه‌های پهن برگ شامل راش، آزاد، زرشک، ممرز، سرخدار، کلاه میرحسن، بلندبازو، نمدار، گل‌گاوزبان، کچف، ارس و درمنه. از زیستگاه‌های عمده منطقه، ترکت را می‌توان نام برد که بخشی از منطقه امن جهان‌نما را تشکیل می‌دهد و زیستگاه عمده مرال شوکا، پلنگ، خرس، خوک وحشی و گرگ است.
یکی دیگر از زیستگاه‌ها چلستان است که در محدوده آن مرال، خرس، گرگ، پلنگ و قوچ و میش و کل و بز یافت می‌شود. البته گاو موزیکش و زیستگاه‌های اطراف آن منطقه مناسبی برای مرال، شوکا، خرس، پلنگ و دیگر گونه‌های جنگل‌زی است که در جنوب آن قوچ و میش زیست می‌کند. زیستگاه‌های قلقله، آق‌رضا، چکل گدا، لندهکوه، تالو، خوش‌دستی، لندو و مغزی از زیستگاه‌های کل و بز و قوچ و میش است و در بعضی از قسمت‌های آن مرال نیز زیست می‌کند.
زیستگاه‌های شربت، کولیجال، سوته و گرمه توهم محل زندگی خرس، شوکا، مرال و پلنگ است و در قسمت‌های صخره‌ای آن کل و بز زیست می‌کنند. منطقه حفاظت شده جهان‌نما به علت کوهستانی بودن منطقه و پوشش بوته‌زاری و علفزاری در کنار درختزارهای تنک، گونه‌های بسیار باارزشی از پرندگان را در خود جای داده است که در بین آن‌ها کبک دری، عقاب طلایی و هما نیز دیده می‌شود.
در جهان‌نما گونه‌های مختلفی از پرندگان مانند شکاری‌ها، لاشخورها، طرقه‌ها، جغدها، کبوترها، زنبورخورها، سسکها، سعوها، عقاب‌ها، کلاغ‌های زرد پره‌ها و غیره را می‌توان مشاهده کرد.
چشمه‌سارهای زیادی در داخل منطقه حفاظت شده و محیط‌های اطراف آن وجود دارد که سرچشمه بسیاری از رودخانه‌های بزرگ و کوچکی است که به عنوان ذخایر منابع آبی محسوب می‌شود که به خارج از منطقه جریان می‌یابند. در ذیل به تعدادی از رودخانه و چشمه‌های مهم منطقه حفاظت شده جهان‌نما اشاره می‌شود: رودخانه‌های، ترکت، مغزی، چهارباغ. چشمه‌های زیارت، مغزی، مارسنگ، اسبومرگاه، شاه‌پسند، ترکت، حاجی‌آباد، گچیان، مراد چشمه، قل‌قله، وارا، خوش‌دستی، کلی چال، قورمه‌تو، پاییزین، قلعه سرک.

## جاذبه‌های تاریخی
از آنجا که شهرستان دامغان با نام باستانی صددروازه، روزگاری پایتخت سلسله اشکانیان در دوران پیش از اسلام بوده است، قدمت آن به سالیان خیلی دور بازمی‌گردد. به همین علت، این شهرستان دارای آثار تاریخی فراوان و متعددی می‌باشد که به ثبت ملی و بین‌المللی رسیده‌اند. آثار تاریخی شهرستان دامغان را می‌توان به آثار متعلق به دوران پیش از اسلام و پس از اسلام دسته‌بندی نمود.
آثار تاریخی پیش از اسلام
مسجد تاریخانه، تپهٔ چشمه‌کبود، تپهٔ شمس‌آباد، تپهٔ شیرآشیان، تپه حصار تویه رودبار، تپهٔ قلعه‌پنجم، منطقهٔ گولرکن، تپهٔ باغ‌بالا، تپهٔ تو رودبار، تپهٔ تیل‌تغار، تپهٔ زیرچکل قلعه چه، تپهٔ سردور چاه، تپهٔ سفید عباس‌آباد، تپهٔ شماره۲ نریشم، تپهٔ کلاته‌گوش، تپهٔ نسروا، تپهٔ ولی‌گاه، قلعه تپه بادله‌کوه، گنج تپه دراین دله، گنج تپه شماره۲ کشت دشت، گنج تپه شماره ۱ کشت دشت، گورستان کشت دشت.
آثار تاریخی پس از اسلام
آتشکدهٔ دروار، آرامگاه امام‌زاده شمس‌الدین، امام‌زاده میرمطهرین میرمیکاییل، تپهٔ آقابابا، تپهٔ ابراهیم‌آباد، تپهٔ اسحاق‌آباد، تپهٔ بق، تپهٔ جزن، تپهٔ جیران قلعهٔ شمالی و جنوبی، تپهٔ چاله‌سر، تپهٔ چمن سادر، تپهٔ حمام، تپهٔ ریگی، تپهٔ کل مؤمن، تپهٔ لندرهور، تپهٔ مومن‌آباد، تپهٔ مرطلا بالا، قلعه تپهٔ لارکوه، قلعهٔ زرد شمس‌آباد، قلعهٔ گیوتنگه، محوطه سر قله دروار، محوطه شهرک قدیم مهماندوست، محوطهٔ میلو